# Бератський пашалик
Бератський пашалик — напівнезалежне державне утворення в Османській імперії. Існував у 1774—1809. Утворився з частини еялету Румелія у період кризи 2-ї половини XVIII ст. деякий час боровся з іншими пашаликами в Албанії за повний контроль над нею.

## Історія
У XVIII ст. феодальна боротьба серед албанців вступила в новий етап. У 1770-х роках у Мореї відбулася низка повстань, на які відправлено війська албанських беїв. Втім, невдовзі останні вдалися до пограбувань. Тому 1779 року проти останніх спрямовано урядові війська, що вчинили різанину албанців. Це викликало заворушення серед албанських феодалів. З метою поліпшення ситуації на чолі Янінського еялету поставлено Ахмета-Курт-пашу, який з 1774 року обіймав посаду бератського санджакбея. Курт-паші надано титул паші зі статусом візира. Втім, він не зміг дати раду ситуації. У 1785 році війська Ахмеда-курт-паші зазнали поразки від військ Шкодерського пашалика. Водночас вимушений був перенести резиденцію з Яніни до Берату. В цей час еялет Яніна фактично припинив існування. У 1787 році війська бератського пашалика брали участь у невдалій кампанії проти Шкодера.
Невдачі урядових військ з повсталими албанськими феодалами, важкі війни з Австрією та Росією сприяли новому правителю бератського пашалика Ібрагім-паші щодо здобуття більшої самостійності. Втім, Бератський пашалик залишався постійним союзником султанських військ проти Янінського та Шкодерського пашаликів. Зрештою у кампанії 1808—1809 років війська Берату зазнали поразки й територія пашалику була приєднана до держави Алі-паші Тепелєнського.

## Паші
- Ахмед-Курт-паша (1774—1787)
- Ібрагім-паша Бератський (1787—1809)

## Населення
Основу становили албанці-мусульмани, хоча також мешкали серби, болгари, арумуни.